# Rhinyptia glabriceps
Rhinyptia glabriceps är en skalbaggsart som beskrevs av Frey 1976. Rhinyptia glabriceps ingår i släktet Rhinyptia och familjen Rutelidae. Inga underarter finns listade i Catalogue of Life.